# Sonhos, Amores e Sucessos
Sonhos, Amores e Sucessos é um box de Bruno & Marrone, reunindo 4 CDs + 2 DVDs. A coletânea foi lançada para comemorar os 20 anos de carreira da dupla, recebendo disco de ouro pela ABPD em 2006 pelas 50.000 cópias vendidas.

## Certificações
| País          | Certificação | Data | Certificado de vendas |
| ------------- | ------------ | ---- | --------------------- |
| Brasil - ABPD | Ouro         | 2006 | +50.000               |